# Way 2 Fonky
Albums de DJ Quik
Quik Is the Name
(1991) Safe + Sound
(1995)
Singles
1. Jus Lyke Compton
Sortie : 29 mai 1992
2. Way 2 Fonky
Sortie : 28 août 1992

Way 2 Fonky est le deuxième album studio de DJ Quik, sorti le 20 juillet 1992.
L'album, qui s'est classé 10e au Billboard 200 et 13e au Top R&B/Hip-Hop Albums, a été certifié disque d'or par la RIAA le 9 octobre 1992.

## Liste des titres
| No  | Titre                                                                                 | Contient un (des) sample(s) de                                                                                                  | Durée |
| --- | ------------------------------------------------------------------------------------- | --- | ----- |
| 1.  | America'z Most Complete Artist (Produit par DJ Quik)                                  | No One Can Do It Better de The D.O.C. The Big Bang Theory de Parliament N.T. de Kool & The Gang I Am Down de Salt-n-Pepa        | 3:30  |
| 2.  | Mo' Pussy (featuring 2nd II None – Produit par DJ Quik)                               | Shake de The Gap Band I Don't Believe You Want to Get Up and Dance (Oops!) de The Gap Band                                      | 3:40  |
| 3.  | Way 2 Fonky (Produit par DJ Quik)                                                     | Slack Jawed Leroy de Skillet & Leroy et LaWanda Page Reprise de DJ Quik et 2nd II None                                          | 3:20  |
| 4.  | Jus Lyke Compton (Produit par DJ Quik et Rob « Fonksta » Bacon)                       | Hook and Sling - Part I d'Eddie Bo Wino Dealing With Dracula de Richard Pryor                                                   | 4:10  |
| 5.  | Quik'z Groove II [For U 2 Rip 2] (Produit par DJ Quik)                                | Explain It to Her Mama des Temprees Africano d'Earth, Wind & Fire                                                               | 2:32  |
| 6.  | Me Wanna Rip Ya Girl (Produit par DJ Quik)                                            | Things Couldn't Be the Same de Linval Thompson                                                                                  | 4:37  |
| 7.  | When You're a Gee (featuring Playa Hamm – Produit par DJ Quik)                        | I Heard It Through the Grapevine de Roger                                                                                       | 4:07  |
| 8.  | No Bullshit (featuring 2nd II None – Produit par DJ Quik)                             | Love and Affection d'Ike White                                                                                                  | 1:56  |
| 9.  | Only Fo' tha Money (featuring 2nd II None – Produit par DJ Quik)                      | | 3:58  |
| 10. | Let Me Rip Tonite (Produit par DJ Quik)                                               | Varee Is Love des Ohio Players                                                                                                  | 4:16  |
| 11. | Niggaz Still Trippin' (featuring 2nd II None, AMG, Hi-C et JFN – Produit par DJ Quik) | Let's Dance de Pleasure Ffun de Con Funk Shun You Can Make It if You Try de Sly & the Family Stone Movin' de Brass Construction | 4:07  |
| 12. | Tha Last Word (Produit par DJ Quik)                                                   | | 2:28  |